# Насыров, Бекеш
Бекеш Насыров (8 апреля 1913 — 29 ноября 1977) — советский казахский хозяйственный, государственный и партийный деятель.

## Биография
Член ВКП(б) с 1939. По национальность казах.
С 1934 года — на хозяйственной, общественной и политической работе. В 1934—1960 гг. — советский и партийный работник в Узбекской ССР, заместитель секретаря ЦК КП(б) Узбекистана по животноводству, 1-й секретарь Кашкадарьинского областного комитета КП(б) Узбекистана, заместитель министра совхозов Узбекской ССР.
Избирался депутатом Верховного Совета Узбекской ССР 3-го созыва.
Умер в 1977 году.

## Награды
- Орден Трудового Красного Знамени (25.12.1944, 16.01.1950)
- Орден «Знак Почёта» (1945, 11.01.1957)